# The Man in the Moone
The Man in the Moone: or a Discourse of a Voyage Thither by Domingo Gonsales the Speedy Messenger è un romanzo dello storico e vescovo inglese Francis Godwin (1562–1633) presumibilmente scritto alla fine degli anni venti del Seicento e pubblicato postumo nel 1638. 
The Man in the Moon è l'immaginario resoconto di un viaggio sulla Luna, scritto in prima persona da un viaggiatore di nome Domingo Gonsales (un alter ego di Godwin), che combina elementi propri del genere avventura e utopici senza disdegnare delle descrizioni scientifiche. L'opera si ispira tanto alle teorie di Niccolò Copernico quanto a quelle di Giovanni Keplero e William Gilbert.
Primo romanzo di fantascienza in lingua inglese dedicato al viaggio sulla Luna, e tra le prime opere di fantascienza assieme al Somnium (1634)  di Giovanni Keplero, The Man in the Moone ispirò altra narrativa sul generis, tra cui The Discovery of a World in the Moone (1638) di John Wilkins.